# Sarben (Nebraska)
Sarben es un lugar designado por el censo ubicado en el condado de Keith en el estado estadounidense de Nebraska. En el Censo de 2010 tenía una población de 31 habitantes y una densidad poblacional de 76,24 personas por km².

## Geografía
Sarben se encuentra ubicado en las coordenadas 41°9′59″N 101°18′16″O / 41.16639, -101.30444. Según la Oficina del Censo de los Estados Unidos, Sarben tiene una superficie total de 0.41 km², de la cual 0.41 km² corresponden a tierra firme y (0%) 0 km² es agua.

## Demografía
Según el censo de 2010, había 31 personas residiendo en Sarben. La densidad de población era de 76,24 hab./km². De los 31 habitantes, Sarben estaba compuesto por el 80.65% blancos, el 3.23% eran afroamericanos, el 0% eran amerindios, el 0% eran asiáticos, el 0% eran isleños del Pacífico, el 16.13% eran de otras razas y el 0% pertenecían a dos o más razas. Del total de la población el 16.13% eran hispanos o latinos de cualquier raza.